# Racemo (decorazione)

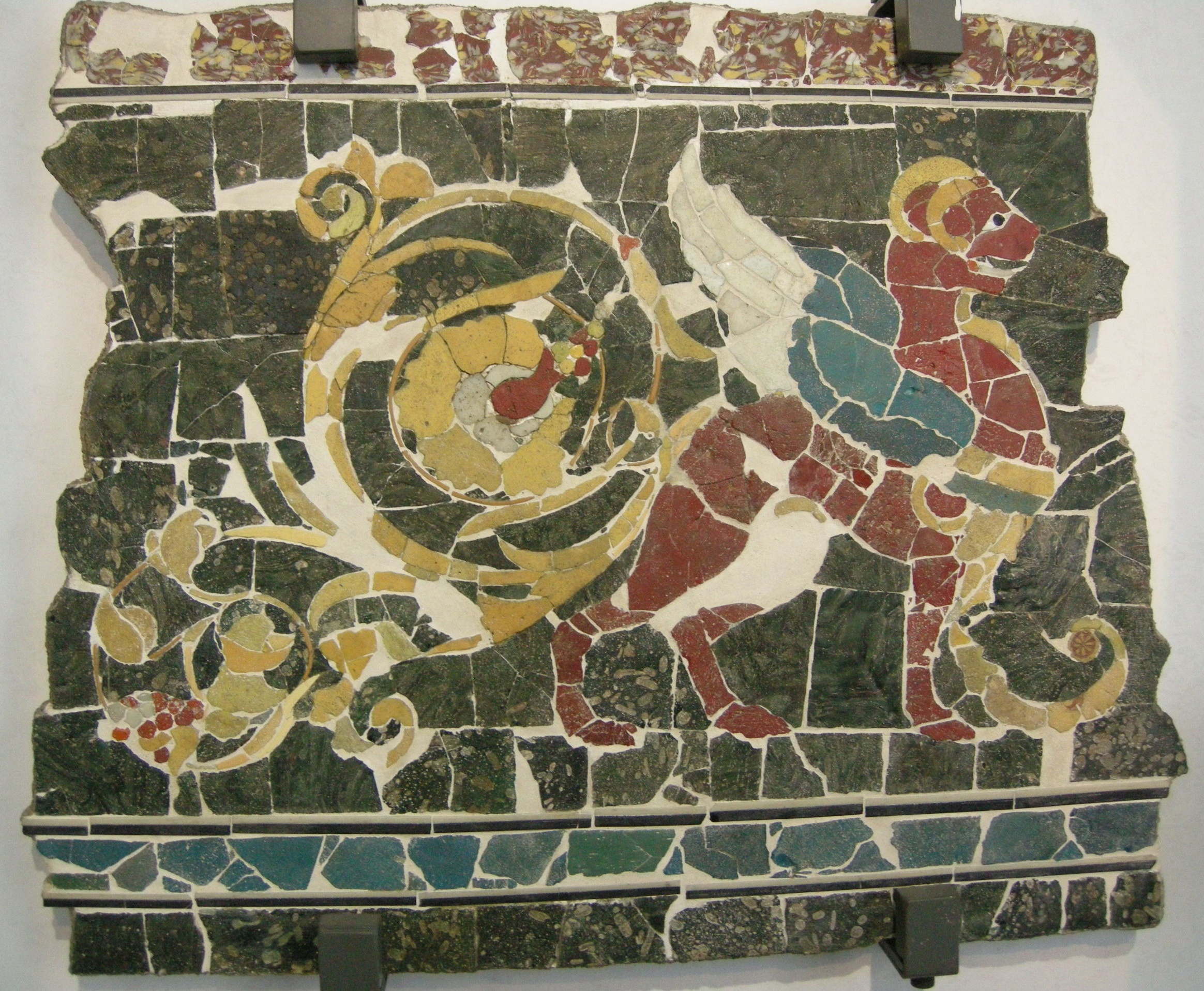
Pannello di paste vitree con racemi e un grifone, forse dalla villa di Lucio Vero, II sec., Museo nazionale romano

Nell'arte, e nella decorazione architettonica, il racemo  (dalla parola spagnola equivalente a grappolo)  o viticcio (dal latino viticula, piccola vite) è un motivo decorativo, scolpito o dipinto, in forme intecciate appunto come i grappoli o i viticci, quindi con elementi che rievocano tralci, rami, fiori, foglie e frutti. In francese il motivo è designato con la parola rinceau, termine derivante dal latino ramoscellus, ramoscello; mentre in inglese è indicato sia utilizzando il francesismo sia con il termine composto foliated scroll, che significa rotolo di foglie.